# Crotalaria nigricans
Crotalaria nigricans är en ärtväxtart som beskrevs av John Gilbert Baker. Crotalaria nigricans ingår i släktet sunnhampor, och familjen ärtväxter. Inga underarter finns listade i Catalogue of Life.